# Kopaiwa
Kopaiwa, kopaiba (Copaifera L.) – rodzaj drzew z rodziny bobowatych.
Słowo "kopaiwa" pochodzi z języka Indian Ameryki Południowej i Środkowej, gdzie rośliny z tego rodzaju występują w formie dzikiej. Do rodzaju należy ok. 40 gatunków występujących w tropikalnej Ameryce Środkowej i Południowej oraz w zachodniej i środkowej części tropikalnej Afryki.

## Morfologia
PokrójDrzewa silnie rozgałęzione, dorastające do 30 m.
LiścieParzystopierzaste.
KwiatyPozbawione korony.
OwoceStrąki, zawierające jedno nasiono.

## Systematyka
Rodzaj dawniej zaliczany do plemienia Copaifereae Baill. z rodziny lub podrodziny brezylkowych Caesalpinioideae. Współcześnie klasyfikowany do plemienia Detarieae de Candolle w obrębie podrodziny Detarioideae.
Wykaz gatunków
- Copaifera arenicola (Ducke) J.A.S.Costa & L.P.Queiroz
- Copaifera aromatica Dwyer
- Copaifera baumiana Harms
- Copaifera bracteata Benth.
- Copaifera brasiliensis Dwyer
- Copaifera bulbotricha Rizzini & Heringer
- Copaifera camibar Poveda, N.Zamora & P.E.Sánchez
- Copaifera canime Harms
- Copaifera coriacea Mart.
- Copaifera depilis Dwyer
- Copaifera duckei Dwyer
- Copaifera elliptica Mart.
- Copaifera epunctata Amshoff
- Copaifera glycycarpa Ducke
- Copaifera guianensis Desf.
- Copaifera gynohirsuta Dwyer
- Copaifera krukovii (Dwyer) J.A.S.Costa
- Copaifera laevis Dwyer
- Copaifera langsdorffii Desf.
- Copaifera lucens Dwyer
- Copaifera luetzelburgii Harms
- Copaifera magnifolia Dwyer
- Copaifera majorina Dwyer
- Copaifera malmei Harms
- Copaifera marginata Benth.
- Copaifera martii Hayne
- Copaifera mildbraedii Harms
- Copaifera multijuga Hayne
- Copaifera nana Rizzini
- Copaifera oblongifolia Mart. ex Hayne
- Copaifera officinalis L.
- Copaifera panamensis (Britton) Standl.
- Copaifera paupera (Herzog) Dwyer
- Copaifera piresii Ducke
- Copaifera pubiflora Benth.
- Copaifera religiosa J.Léonard
- Copaifera reticulata Ducke
- Copaifera rondonii Hoehne
- Copaifera sabulicola J.A.S.Costa & L.P.Queiroz
- Copaifera salikounda Heckel
- Copaifera trapezifolia Hayne
- Copaifera venezuelana Harms & Pittier

## Zastosowanie
- Dostarcza podobnie jak kauczukowiec żywicy (balsamu kopaiwowego), z naciętych pni. Balsam tego drzewa służy głównie do wyrobu lakierów i werniksów. Ale jest stosowana także w medycynie i przemyśle papierniczym.